# Andy Pettitte

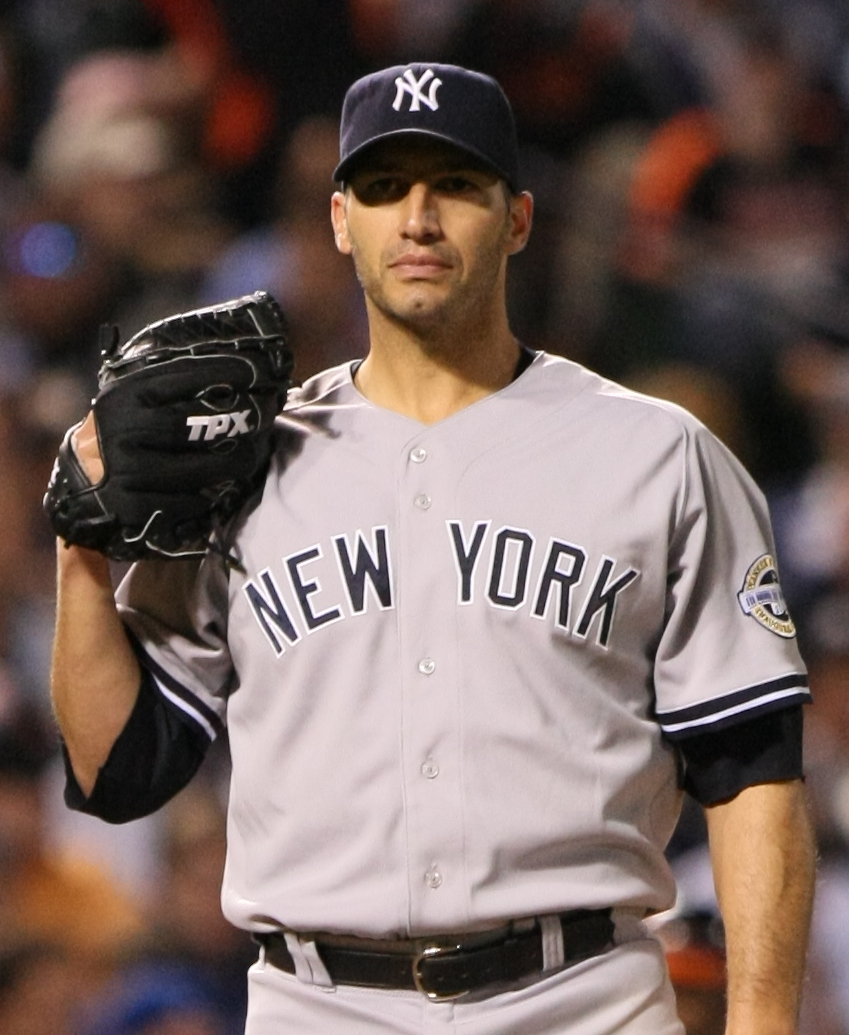
Andy Pettitte, 2009.

Andrew Eugene "Andy" Pettitte, född 15 juni 1972 i Baton Rouge i Louisiana, är en amerikansk före detta professionell basebollspelare som spelade som pitcher för New York Yankees och Houston Astros i Major League Baseball (MLB) mellan 1995 och 2013, med ett uppehåll för 2011 års säsong.
Han blev draftad av New York Yankees i 1990 års MLB-draft.
Pettitte vann fem World Series, samtliga med New York Yankees. Han fick sitt tröjnummer #46 pensionerad av dem den 23 augusti 2015.